# Đặng Văn Xướng
Đặng Văn Xướng (sinh năm 1958) là chính trị gia đã nghỉ hưu người Việt Nam. Ông nguyên là Chủ tịch Hội đồng nhân dân tỉnh Long An, Đại biểu Quốc hội Việt Nam khóa 11 và khóa 12 tỉnh Long An nhiệm kì 2002-2011.

## Tiểu sử
Đặng Văn Xướng sinh ngày 17 tháng 1 năm 1958,dân tộc Kinh, không theo tôn giáo nào, quê quán tại xã Tân Lân, huyện Cần Đước, tỉnh Long An.
Ông có bằng Cử nhân Luật.
Ngày 5 tháng 11 năm 1980, Đặng Văn Xướng gia nhập Đảng Cộng sản Việt Nam, có trình độ cử nhân lí luận chính trị của đảng này.
Đặng Văn Xướng là Đại biểu Quốc hội Việt Nam khóa 11 tỉnh Long An nhiệm kì 2002-2007, Phó trưởng đoàn đại biểu Quốc hội khóa 11 chuyên trách tỉnh Long An, Uỷ viên Uỷ ban Pháp luật Quốc hội khóa 11, Tỉnh ủy viên Tỉnh ủy Long An.
Tháng 5 năm 2008, Tỉnh Long An thành lập Sở Văn hoá, Thể thao và Du lịch Long An theo Quyết định số 775/QĐ-UBND. Ông Đặng Văn Xướng được bổ nhiệm giữ chức Giám đốc Sở Văn hoá, Thể thao và Du lịch tỉnh Long An.
Tháng 6 năm 2011, tại kỳ họp thứ nhất Hội đồng nhân dân tỉnh Long An khóa 8, Đặng Văn Xướng, Trưởng Ban Dân vận tỉnh ủy Long An được bầu giữ chức vụ Chủ tịch Hội đồng nhân dân tỉnh Long An.
Tháng 12 năm 2015, Đặng Văn Xướng nghỉ hưu trí.
Ngày 10 tháng 12 năm 2015, ông được miễn nhiệm chức vụ Chủ tịch Hội đồng nhân dân tỉnh Long An. Thay thế ông là ông Phạm Văn Rạnh.
Ngày 30 tháng 1 năm 2018, Đặng Văn Xướng được bầu giữ chức vụ Chủ tịch Hội Luật gia tỉnh Long An nhiệm kỳ 2017-2022.